# Sainte-Fortunade
Sainte-Fortunade este o comună în departamentul Corrèze din centrul Franței. În 2009 avea o populație de 1.773 de locuitori.

## Evoluția populației
| An        | 1975  | 1982  | 1990  | 1999  | 2006  | 2009  |
| --------- | ----- | ----- | ----- | ----- | ----- | ----- |
| Populație | 1.360 | 1.619 | 1.605 | 1.716 | 1.758 | 1.773 |